# مجلس نمایندگان مصر

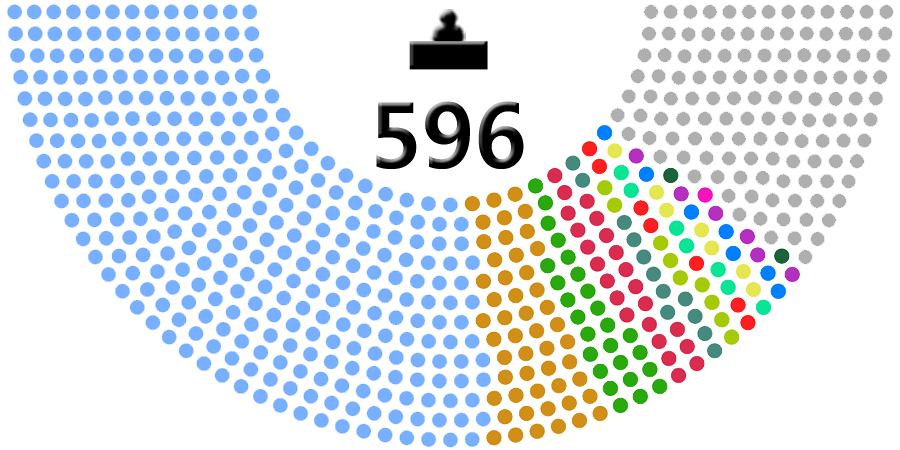
توزیع کرسی های مجلس نمایندگان مصر طبق انتخابات سال ۲۰۲۰
حزب آینده یک ملت: (316)
حزب مردم جمهوری خواه: (50)
حزب جدید الوفد: (26)
حزب محافظان میهن: (23)
حزب مصر مدرن: (11)
حزب اصلاح و توسعه: (9)
الحزب سوسیال دموکرات مصری: (7)
حزب آزادی مصر: (7)
حزب کنفرانس: (7)
حزب روشنایی: (7)
حزب دور همی: (6)
حزب عدالت: (2)
حزب نسل خواهد شد: (1)
مستقل هستند: (124)

مجلس نمایندگان مصر (عربی: مجلس النواب) یک پارلمان تک‌مجلسی است که محل آن در قاهره قرار دارد. این مجلس قرار است حداکثر تا سال ۲۰۲۲ همراه با بقیه دولت مصر به پایتخت جدید اداری این کشور منتقل شود.
اختیارات کنونی مجلس مصر بر اساس قانون اساسی ۲۰۱۴ تعریف شده‌است. این مجلس ۵۹۶ کرسی دارد که ۴۴۸ کرسی آن از طریق نظام کاندیداتوری فردی پر می‌شود و ۱۲۰ کرسی آن به حزب برنده می‌رسد. نمایندگان برای احراز ۱۲۸ کرسی نیز از سوی رئیس‌جمهور انتخاب می‌شوند.

## پیشینه
مجلس مصر در شکل اولیه خود کار خود را از ۱۸۶۶ میلادی آغاز کرده و از آن تاریخ اشکال مختلفی به صورت انجمن ملی و غیره به خود گرفته‌است. از سال ۱۸۶۶ این کشور شاهد ۷ نظام مختلف پارلمانی و انحلال و سرگیری کار مجلس بوده‌است.
مجلس مصر در ژوئن ۲۰۱۲ منحل شد و این کشور برای سه سال بدون مجلس به سر می‌برد.
پارلمان مصر با وجود مخالفت نظامیان با بازگشایی آن در روز ۱۰ ژوئیه ۲۰۱۲ آغاز به کار کرد. سخنرانی افتتاحیه این مجلس توسط سعد الکتاتنی رئیس آن انجام گرفت و از تلویزیون مصر مستقیماً پخش شد.
رئیس مجلس مصر در سخنان خود تأکید کرد که فرمان محمد مرسی برای آغاز به کار مجلس، ارتباطی به رای دادگاه قانون اساسی ندارد و او بر اساس قانون حکم شورای‌عالی نظامی را لغو کرده‌است. الکتاتنی گفت که نمایندگان به خوبی وظایف و اختیارات خود را می‌دانند و در امور دستگاه قضایی دخالت نمی‌کنند.